# Bloomberg Television
Bloomberg Television (Блумберг Телевижн, Блумберг ТВ) — круглосуточный международный телеканал, мировой лидер деловой и финансовой информации и новостей.
Создан в Нью-Йорке в 1994 году. Аудитория — более 310 млн зрителей по всему миру. Владелец — Bloomberg LP. Глобальная штаб-квартира находится в Нью-Йорке, европейская — в Лондоне, азиатская — в Гонконге. Телеканал имеет 146 бюро в 72 странах мира.
В 2001 году основатель телеканала Майкл Блумберг был избран мэром Нью-Йорка.